# Linia kolejowa nr 337
Linia kolejowa nr 337 Lubań Śląski – Leśna – jednotorowa, niezelektryfikowana linia miejscowego znaczenia o długości 11,155 km. Linia jest położona w województwie dolnośląskim, na obszarze powiatu lubańskiego, w Polsce. Przynależy ona do PKP PLK Zakładu Linii Kolejowych we Wrocławiu i Zakładu linii Kolejowych w Wałbrzychu.
Decyzję o budowie linii do Leśnej wzdłuż doliny Kwisy podjęto w 1888, a jej otwarcie nastąpiło 15 maja 1896. Linia ta miała przede wszystkim pobudzić rozwój gospodarczy i służyć do transportu wyrobów z okolicznych fabryk. W okresie 1928–1945 posiadała ona sieć trakcyjną. W 1991 zawieszono połączenia pasażerskie, a w 1994 towarowe. Po 14 latach, w 2008 roku, wyremontowano i ponownie uruchomiono linię. Obecnie pełni ona charakter linii towarowej, służąc głównie do przewozu bazaltu z okolicznych kopalni.

## Przebieg linii
Linia zaczyna się na stacji Lubań Śląski w km -0,284, gdzie łączy się z linią kolejową nr 274 na jej 178,085 kilometrze. Linia początkowo biegnie w kierunku południowym, gdzie na wysokości Księginek (południowa część Lubania) skręca w kierunku południowo-zachodnim, a na wysokości bocznicy szlakowej Lubań Księginki (km 1,562) w kierunku południowym. Na przejeździe kolejowo-drogowym przecina drogę wojewódzką nr 393 (km 1,452), a następnie dalej biegnie w kierunku południowym do przystanku Kościelniki Górne (km 8,081), od którego linia skręca na zachód. Po drodze przekracza kolejne 4 razy drogę wojewódzką nr 393 (km 4,224, 5,090, 7,096 i 8,051) oraz Kwisę. Przy granicy z miastem Leśna linia skręca w kierunku południowym i biegnie równolegle do Kwisy, a za przedostatnim przejazdem z drogą nr 393 (ul. Baworowo, km 9,645) równolegle do tejże ulicy. Za ostatnim przejazdem dociera do bocznicy szlakowej Leśna Zakład Kruszyw (km 10,315) i dalej do ostatniej na linii ładowni Leśna (km 10,831). Linia kończy się w km 10,871, a różnica wysokości między pierwszym i ostatnim posterunkiem ruchu wynosi 18 m.
Na całym odcinku linia biegnie według podziału fizycznogeograficznego Jerzego Kondrackiego przez Pogórze Izerskie, równolegle wzdłuż doliny rzeki Kwisy, a administracyjnie przez miasto Lubań, gminę wiejską Lubań oraz gminę Leśna.

## Historia

### Geneza
Pod koniec XIX wieku główna sieć kolejowa Prus była już zasadniczo ukształtowana. Pruskie koleje państwowe korzystając wówczas z koniunktury państwa, jaka nastała po zwycięskiej dla Prus wojnie z Francją w 1871, intensywnie rozbudowywały swą sieć o liczne linie lokalne, które miały służyć aktywizacji gospodarczej uprzednio podupadłych regionów. Prowadzona działalność inwestycyjna miała szczególne znaczenie w podgórskich powiatach prowincji śląskiej: lubańskim, lwóweckim, złotoryjskim i bolkowskim. Obszar ten, niegdyś ożywiony gospodarczo, w latach 80. XIX wieku przechodził regres związany z odpływem ludności do dużych ośrodków przemysłowych, wynikający z upadku tradycyjnych rzemiosł i braku dogodnych szlaków komunikacyjnych.
Najczęściej zagęszczanie sieci kolejowej na Śląsku i w innych prowincjach niemieckich polegało na prowadzeniu od powstałej wcześniej linii głównej odgałęzienia do ośrodka pozbawionego obsługi koleją, które w miarę możliwości bywało stopniowo przedłużane aż do następnej linii głównej. Podobny rodowód posiada linia Lubań – Leśna, której powstanie poprzedziło wybudowanie pierwszej części Śląskiej Kolei Górskiej (Zgorzelec – Kłodzko Główne) na odcinku Zgorzelec – Rybnica wraz ze stacją Lubań Śląski i odgałęzieniem do Węglińca. Linie, wraz z lubańską stacją, będącą od początku węzłem kolejowym, oddano do użytku 20 sierpnia 1865. Przy trasowaniu magistrali uwzględniono potrzeby gospodarcze regionu słynącego dawniej z eksportu lnu i bawełny, który wskutek braku komunikacji utracił konkurencyjność na rynku zewnętrznym i podupadł.
Z czasem od głównej linii poprowadzono bocznicę do kamieniołomu w Księginkach. Jej ślad, częściowo, w późniejszym czasie wykorzystano do budowy linii do Leśnej.

### Przed 1945
Pierwsze decyzje w sprawie budowy linii Lubań – Leśna podjęto w roku 1888. Wybudowanie odgałęzienia do Leśnej miało umożliwić transport wyrobów z okolicznych fabryk, m.in. powstałej z połączenia trzech zakładów leśniańskiej fabryki przędzy i tkanin Concordia, która stała się jedną z największych w regionie. Katastrofalna powódź, która wystąpiła w dolinie Kwisy w sierpniu 1888, wstrzymała na pewien czas prace nad projektem.
Ostatecznie, linię do Leśnej wybudowano (częściowo w śladzie dotychczasowej bocznicy do kamieniołomu) w 1896. Przewozy uruchomiono 15 maja. Leśna była ostatnim miastem w ówczesnym powiecie lubańskim nieposiadającym dotąd komunikacji kolejowej. Linia pierwotnie miała lokalny charakter. Przed wojną kursowały pociągi z wagonami 2. i 3. klasy, które w 1914 pokonywały całą trasę w 34 minuty.
22 czerwca 1928, w ramach prac nad elektryfikacją dawnej Śląskiej Kolei Górskiej i linii bocznych, oddano do użytku sieć elektryczną na całej linii, po czym uruchomiono do Leśnej pociągi sezonowe. W wyniku przegrodzenia rzeki Kwisy zaporą we wsi Czocha w czerwcu 1905 i utworzenia w ten sposób Jeziora Leśniańskiego Leśna, słynąca dotąd z zamku Czocha, stała się popularną miejscowością letniskową.

### Lata powojenne
W 1945 tereny Dolnego Śląska włączono do Polski, a cała omawiana linia przeszła w zarząd PKP. Niezwłocznie po jej przejęciu, w czerwcu 1945 wznowiono przewozy pozostawionym na tej linii niemieckim taborem elektrycznym obsługiwanym przez niemiecki personel, które eksploatowano do lipca 1945. W sierpniu 1945 radzieckie oddziały rozebrały sieć trakcyjną oraz zabrały do ZSRR pociągi elektryczne, a na linię wróciły pociągi parowe. Zmalała też ranga linii, gdyż już nie dojeżdżały do Leśnej pociągi sezonowe.
Przewozy pasażerskie na całej linii zawieszono 1 października 1991, natomiast towarowe na odcinku od bocznicy szlakowej w Księginkach do Leśnej 1 stycznia 1994. W 2001 na mocy uchwały Rady Powiatu Lubańskiego sprzeciwiono się likwidacji linii. Według stanu z 2006 linia była nieprzejezdna – była ona przerwana między Kościelnikiem a Leśną.
W 2008 linię wyremontowano, po czym otwarto ją dla ruchu towarowego 11 sierpnia tegoż roku. Od czasu reaktywacji doszło do dwóch wykolejeń pociągów. Pierwsze nastąpiło 22 lipca 2011, gdy na wysokości Kościelnik Górnych wykoleiły się dwa wagony, a trzeci wypadł z szyn, drugie natomiast wydarzyło się 13 grudnia 2013 na przejeździe kolejowo-drogowym w Kościelniku Średnim, gdzie wykoleiło się pięć wagonów. Uszkodzony został wtedy tor na długości 50 metrów, a samo wykolejenie nastąpiło prawdopodobnie przez wadliwy wagon.
21 maja 2011 spółka Koleje Dolnośląskie wraz z miłośnikami kolei zorganizowała przejazd specjalny pociągiem SA134 wzdłuż nieczynnych dla ruchu pasażerskiego linii w zachodniej części województwa dolnośląskiego. Wśród nich była trasa Lubań Śląski – Leśna.
19 września 2015 z okazji 150-lecia funkcjonowania komunikacji kolejowej w Lubaniu zaplanowano dwa okazyjnie przejazdy pociągu pasażerskiego na trasie Lubań Śląski – Leśna w obydwu kierunkach. Przejazdy te cieszyły się bardzo dużym zainteresowaniem, dzięki czemu zorganizowano również trzeci przejazd. Były one obsługiwane przez spółkę Koleje Dolnośląskie. W tym czasie na stacji w Leśnej odbyła się prezentacja historii połączenia Lubań-Leśna, a także zorganizowano minirajd pieszy Perłowym szlakiem nad Kwisą.

## Charakterystyka

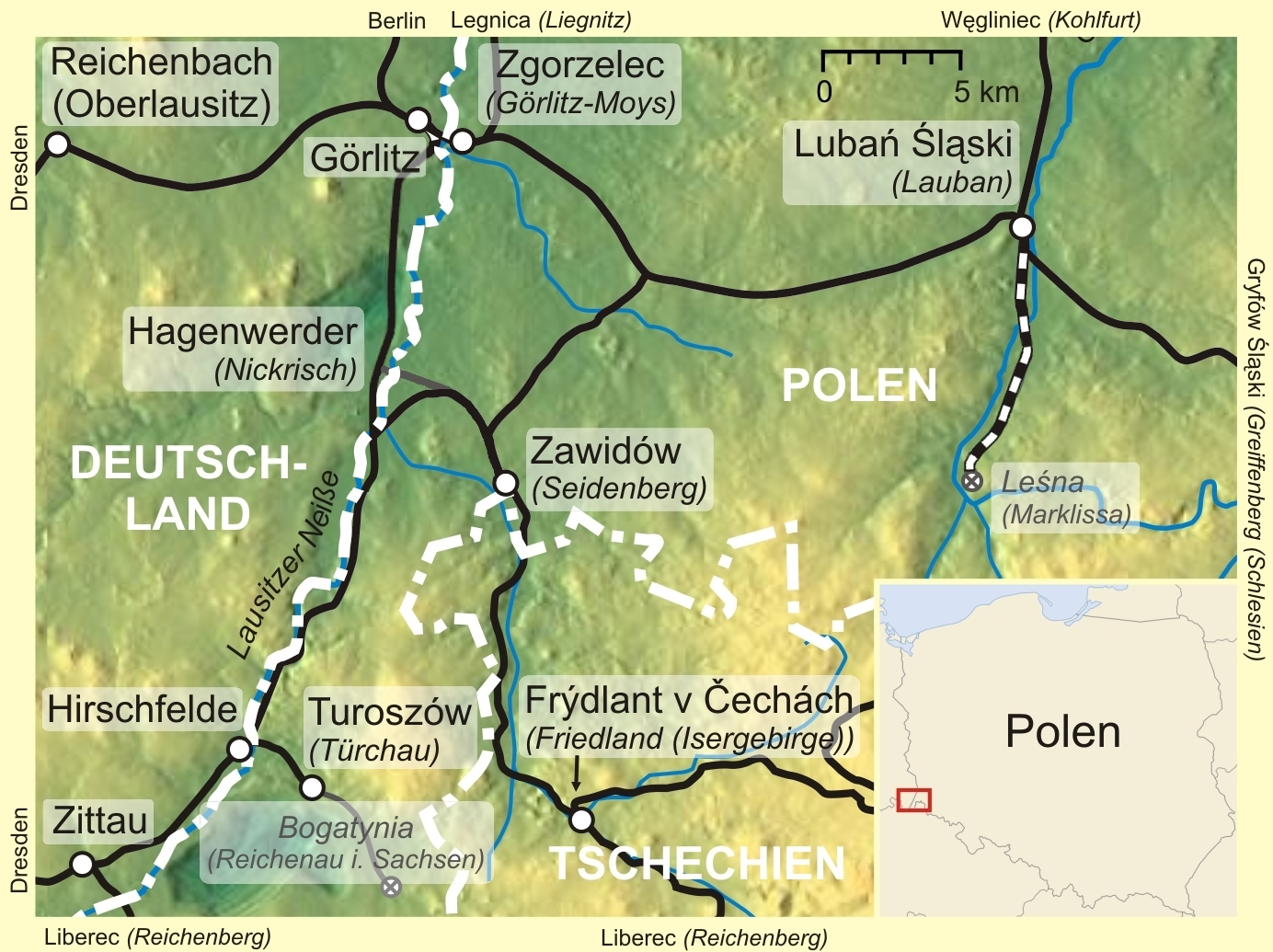
Położenie linii nr 337 na tle pobliskiej sieci kolejowej

Linia liczy łącznie 11,155 km. Jest ona zarządzana przez PKP Polskie Linie Kolejowe. Linia jest w całości jednotorowa i niezelektryfikowana. Nie jest ona wyposażona w elektromagnesy samoczynnego hamowania pociągów.
Różnica wysokości między stacją Lubań Śląski a ładownia publiczną Leśna wynosi 18 m, a średnie nachylenie linii 1,6‰
Według stanu na 2013 na omawianym odcinku obowiązują następujące prędkości maksymalne i klasy linii:
| Kilometraż | Kilometraż | Klasa | Prędkość | Prędkość | Prędkość |
| od         | do         | Klasa | pas.     | szyn.    | tow.     |
| ---------- | ---------- | ----- | -------- | -------- | -------- |
| –0,284     | 10,871     | C3    | 40       | 40       | 30       |

## Infrastruktura

### Punkty eksploatacyjne
| Nazwa                        | km osi | wysokość | Rodzaj                                                   | L. krawędzi peronowych | Infrastruktura | Zdjęcie |
| ---------------------------- | ------ | -------- | -------------------------------------------------------- | ---------------------- | --- | ------- |
| Lubań Śląski                 | 0,000  | 215      | stacja                                                   | 4                      | dworzec kolejowy, magazyn towarowy, rampa i plac ładunkowy, parowozownia i lokomotywownia, warsztaty naprawcze taboru, wieża wodna, 3 nastawnie |         |
| Księginki (zlikw.)           | 1,305  | 215      | przystanek osobowy                                       | 1                      | brak |         |
| Lubań Księginki              | 1,562  | 215      | bocznica szlakowa                                        | 0                      | |         |
| Kościelnik                   | 2,927  | 219      | przystanek osobowy                                       | 1                      | budynek dworca z magazynem, WC, zabudowania gospodarcze, plac ładunkowy                                                                         |         |
| Kościelniki Średnie (zlikw.) | 5,028  | 220      | przystanek osobowy                                       | 1                      | brak |         |
| Kościelniki Dolne            | 6,057  | 222      | przystanek osobowy                                       | 1                      | budynek dworca z magazynem, WC, zabudowania gospodarcze, plac ładunkowy i rampa boczno-czołowa                                                  |         |
| Kościelniki Górne            | 8,081  | 227      | przystanek osobowy                                       | 1                      | brak |         |
| Leśna Zakład Kruszyw         | 10,315 | 233      | bocznica szlakowa                                        | 0                      | |         |
| Leśna                        | 10,831 | 233      | ładownia publiczna i przystanek osobowy (dawniej stacja) | 1                      | budynek dworca z magazynem, WC, zabudowania gospodarcze, plac ładunkowy i rampa boczno-czołowa                                                  |         |
| [ 5 ] [ 11 ] [ 1 ] [ 25 ]    |        |          |                                                          |                        | |         |

### Mosty i wiadukty
Na całej trasie znajduje się jeden most. Jest to most konstrukcji kratownicowej o długości 136,35 m, położony na 3,582 kilometrze linii, między przystankami Kościelnik a Kościelniki Średnie.

## Ruch pociągów
Od 11 sierpnia 2008 linia po reaktywacji jest eksploatowana w ruchu towarowym. Przewozi się nią bazalt z otwartej po latach kopalni w Grabiszycach Górnych i Miłoszowie. Do ruchu towarowego służą dwie czynne bocznice szlakowe: Lubań Księginki (km 1,562) i Leśna Zakład Kruszyw (km 10,315).

### Rozkładowe pociągi pasażerskie na linii w poszczególnych latach
| Rok/Okres | Liczba par połączeń | Średni czas przejazdu | Średnia prędkość handlowa [km/h] | Uwagi | Źródło |
| --------- | ------------------- | --------------------- | -------------------------------- | ----- | ------ |
| 1946      | 2                   | 0:37                  | 18                               | [ a ] | [ 27 ] |
| 1950      | 4                   | 0:37                  | 18                               | [ b ] | [ 28 ] |
| 1960/1961 | 4                   | 0:24                  | 28                               | [ b ] | [ 29 ] |
| 1970/1971 | 3                   | 0:35                  | 19                               | [ c ] | [ 30 ] |
| 1980/1981 | 4                   | 0:37                  | 18                               | [ c ] | [ 31 ] |
| 1990/1992 | 2                   | 0:34                  | 19                               |       | [ 32 ] |